# Liste des îles du Groenland

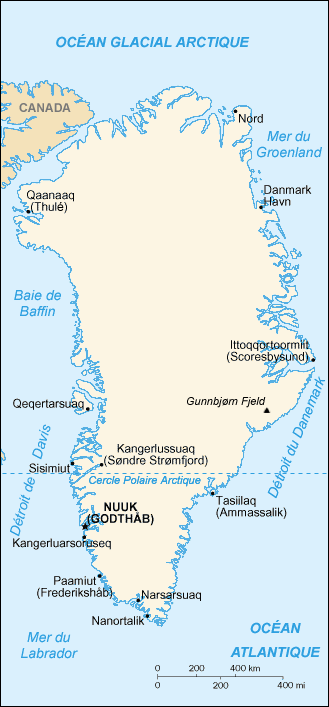
Géographie du Groenland.

Cette liste des îles du Groenland recense de façon non définitive les îles qui constituent l'archipel du Groenland.
Du fait du réchauffement climatique, les masses de glace ont tendance à fondre, ce qui fait apparaître des nouveaux bras de mer créant de nouvelles îles partir de territoires que l'on pensait en connexion.
Inversement, à cause de ce même réchauffement climatique, la montée du niveau de l'océan Arctique peut noyer les îlots de basse altitude.

## Liste des plus grandes îles classées par superficie
La liste suivante recense les îles du Groenland de plus de 500 km2.
| Nom international               | Nom local    | Superficie (km²) |
| ------------------------------- | ------------ | ---------------- |
| Groenland                       |              | 2 130 800        |
| Île de Disko                    | Qeqertarsuaq | 8 612            |
| Milne Land                      |              | 3 913            |
| Île Traill                      |              | 3 542            |
| Île Ymer                        |              | 2 437            |
| Île de la Société de géographie |              | 1 717            |
| Île Hovgaard                    |              | 1 692            |
| Île Clavering                   |              | 1 535            |
| Nares Land                      |              | 1 466            |
| Île Shannon                     |              | 1 258            |
| Sangmissoq                      | Sangmissoq   | 803              |
| Île d'Ammassalik                |              | 772              |
| Île Alluttoq                    |              | 655              |
| Île Kuhn                        |              | 634              |
| Store Koldewey                  |              | 616              |
| Île Hendrik                     |              | 583              |
| Upernivik                       |              | 541              |

## Liste alphabétique générale
- Haut – A
- B
- C
- D
- E
- F
- G
- H
- I
- J
- K
- L
- M
- N
- O
- P
- Q
- R
- S
- T
- U
- V
- W
- X
- Y
- Z

| - Île Akilia (en) - Île Alluttoq - Île Aluk (en) - Île d'Ammassalik - Île Anoraliuirsoq (en) - Île Appasuak (ou Agpasuak) - Île Appat (en) (ou Agpat) - Île Apusiaajik (en) - ATOW1996 (en) | - Île Bjornesk (en) - Île Borup        | - Îles Carey - Île Clavering - Île Crozier | - Île de Disko |
| - Île Edvard - Île Ella | - île de France - île Franklin         | - Île Gamma - Île Godfred Hansen - Groenland (île principale) | - Hakluyt Island - Île Hans (partagée avec le Canada) - Île Hareoen (en) - Île Hazenland (en) - Île Helges Halvo (en) - Île Hendrik (en) |
| - Île Ikeq (en) - Île Ikerasak - Île-de-France - Île d'Illorsuit - Île Inussullissuaq (en) - Itilleq                                                                                        | - Île John Murray                      | - Kaffeklubben - Kiatak - Kiatassuaq - Île Kuhn | - Île Lindhard - Île Lockwood - Île Lynn                                                                                                 |
| - Île Mac Millan - Île Météorite - Milne Land | - Nares Land - Île Norske - Nutaarmiut | - Oodaaq | - Pamialluk - Île de la Princesse-Dagmar - Île de la Princesse-Margrethe - Île de la Princesse-Thyra - Île du petit pendule              |
| - Qaarsorsuaq - Qeqertaq - Qeqertarsuaq - Qeqertarsuatsiaq - Qiianarteq - Qutdlikorssuit | - Île Raffles (en)                     | - Île Sabine - Salliaruseq - Sangmissoq - Île Schnauder - Sermersooq - Île Shannon - Skjoldungen - Île de la Société de géographie - Store Koldewey - Île Stephenson - Île Storø - Stray Dog West - Île Sverdrup | - Timmiarmiit - Île Traill |
| - Upernattivik - archipel d'Upernavik - Uunartoq Qeqertoq | V                                      | - Île West Jensens (en) | X |
| - Île Ymer | Z                                      | | |

## Sources
(en) P. I. Haug, « Gazetteer of Greenland - Islands », sur ntnu.no, août 2005 (consulté le 27 décembre 2014)
(en) « Island Directory », sur UN System-wide Earthwatch Web Site, 1er février 1998 (consulté le 26 décembre 2014)